# Formula Rossa
Formula Rossa – najszybsza kolejka górska świata zbudowana w parku rozrywki Ferrari World Abu Dhabi w Zjednoczonych Emiratach Arabskich. Oddana do użytku w listopadzie 2010 roku, odebrała tytuł najszybszego roller coastera kolejce Kingda Ka.

## Szczegóły i problemy techniczne
Rollercoaster Formula Rossa jest kolejką górską typu launch coaster, tj. zamiast tradycyjnego łańcucha wyciągowego pociąg przyspieszany jest do maksymalnej prędkości 240 km/h w ciągu 4,9 s za pomocą innego napędu wbudowanego w tor startowy, w tym przypadku napędu hydraulicznego. Resztę toru pociąg pokonuje bez dodatkowego napędu.
Ze względu na niebezpieczeństwo zderzenia z owadami i drobinami pyłu, pasażerowie zobowiązani są do założenia okularów ochronnych na czas przejazdu.
Z powodu dużych różnic temperatury w miejscu budowy kolejki, jej tor może kurczyć się lub wydłużać między najzimniejszą a najcieplejszą porą o ±10 cm.

### Przerwa techniczna w 2024 roku
Od 22 stycznia do 23 grudnia 2024 kolejka z nieznanych przyczyn pozostawała nieczynna (SBNO), a rekord prędkości tymczasowo należał do roller coastera Red Force w Hiszpanii.